# Peschtera

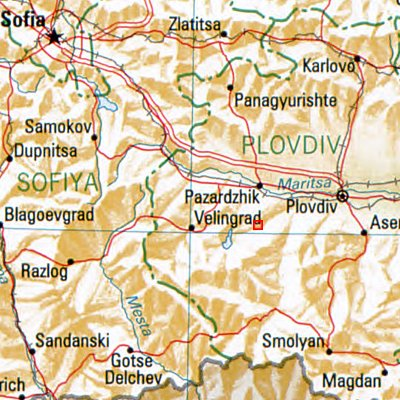
Peschtera (rotes Viereck) – Bulgarien – Nachbarorte: Plowdiw, Pasardschik, Welingrad

Peschtera [ˈpɛʃtɛrɐ] (bulgarisch Пещера, deutsch Höhle- dann aber mit der Betonung auf der letzten Silbe) ist eine Stadt in Bulgarien. Sie liegt 450 m über dem Meeresspiegel an der Grenze zwischen dem Oberthrakischen Tal und den westlichen Rhodopen, 125 km südöstlich von Sofia, 40 km südwestlich von Plowdiw, 20 km südlich von Pasardschik und 15 km nördlich von Batak. Die Stadt hat 16.189 Einwohner (Stand: Dezember 2016).

## Geschichte

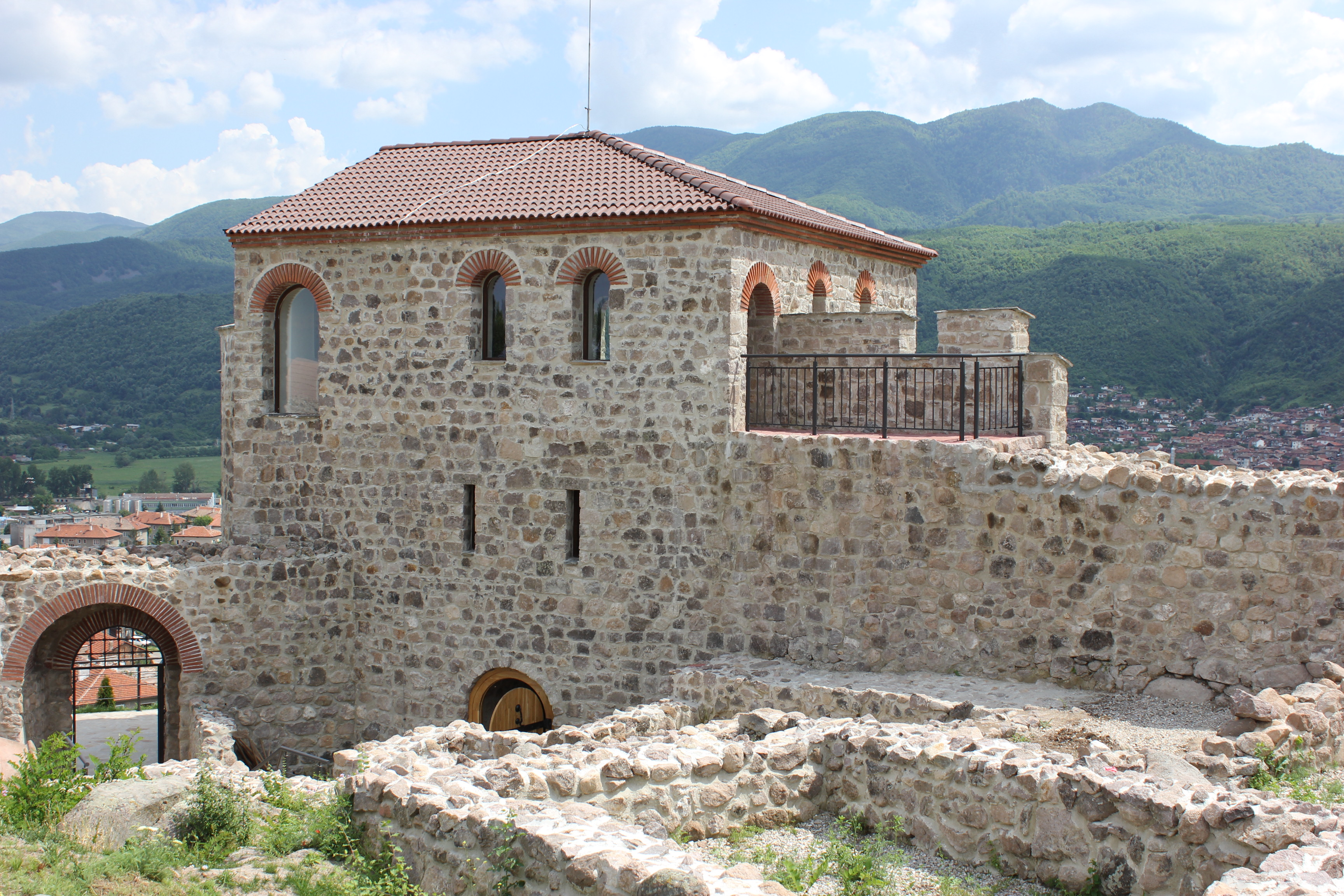
Peristera (Festung)

In der Umgebung von Peschtera wurden Überreste von Festungen, Brücken, Straßen und Gegenstände aus der Zeit der Thraker gefunden. Aufgrund dessen wird angenommen, dass die Siedlung bereits im 4. Jahrhundert v. Chr. existierte. In der Zeit der bulgarischen Wiedergeburt (Възраждане) blühten Handwerke und Bauwesen auf. Die beeindruckendsten Bauten aus dieser Zeit sind die Kirchen "St. Petka" (1710), "St. Dimitar" (1825) und "St. Bogorodiza" (1864), die erste Schule von 1848, der Uhrturm, gebaut von 1650 bis 1710 u. a. Heute gibt es in Peschtera rund 40 Objekte, die zu architektonischen Denkmälern mit regionaler Bedeutung ernannt wurden und ein historisches Museum.

## Umgebung
Im Dorf Padilowo, 6 km von Peschtera entfernt, befindet sich eine Museumsausstellung, die die Teilnahme der Einwohner im Aprilaufstand von 1876 darstellt. 15 km von der Stadt entfernt befindet sich der Stausee der Talsperre Batak und das Erholungsgebiet "St. Konstantin". Hier besteht im Sommer die Möglichkeit zum Baden und Angeln und im Winter zum Skifahren. Unweit von Peschtera befindet sich die Höhle "Sneschanka", in der Überreste der thrakischen Völkergruppe Besi aus der Bronzezeit gefunden wurden. Diese Höhle kann besichtigt werden.

## Persönlichkeiten
- Georgi Kjosseiwanow (1884–1960), Politiker
- Janko Janeff (1900–1945), nationalsozialistischer[1] Dichter und Philosoph
- Tzwetta Tzatschewa (1900–1969), Schauspielerin
- Wesselin Staikow (1906–1970), Grafiker
- Osman Nuri Efendi, Politiker
- Atanas Simittschiew (* 1963), Skilangläufer
- Michail Takew, Politiker
- Serafim Todorow (* 1969), Boxer